# Keuppia
Keuppia (лат.) — род вымерших осьминогов, включает 2 вида. Существовал примерно 95 миллионов лет назад. Ископаемые остатки представителей обоих видов были найдены в виде ископаемых, что весьма нехарактерно для относительно мягких тел осьминогов, которые почти всегда разрушались до того, как получали даже теоретический шанс оставить свой отпечаток. Ископаемые были обнаружены на территории современного Ливана. Считаются древнейшими ископаемыми осьминогами.
Наличие в телах этих животных гладиусов позволяет проследить эволюционный путь от кальмара к осьминогу.

## Классификация
В род включают 2 вымерших вида:
- Keuppia hyperbolaris Fuchs, Bracchi & Weis, 2009
- Keuppia levante Fuchs, Bracchi & Weis, 2009